# Євразійський регіон Всесвітньої організації скаутського руху
Євразій́ський регіо́н (англ. The Eurasian Scout Region, рос. Евразийский регион) — колишня складова частина Всесвітньої організації скаутського руху зі штаб-квартирою в Києві (Україна). Раніше штаб-квартира була розташована в Гурзуфі поблизу Ялти-Краснокам'янка, Україна, з філією в Москві. Всі колишні комуністичні країни Центральної та Східної Європи, Центральної Азії та Радянського Союзу вже розробили або розробляють скаутинг на хвилі відродження в регіоні. До них належать більшість держав-правонаступниць Радянського Союзу в країнах Співдружності незалежних держав. Звіт Світового скаутського бюро за 1996/99 роки показує, що ВОСР активно проводить організацію скаутингу у країнах колишнього Радянського Союзу згідно зі своїм власним баченням.
У 1997 році ВОСР створила новий регіон — Євразійський — нібито для надання допомоги у відродженні скаутингу у 12 колишніх радянських республіках: Азербайджані, Білорусі, Вірменії, Грузії, Казахстані, Киргизстані, Молдові, Росії, Таджикистані, Туркменістані, Україні та Узбекистані. Низка організацій у регіоні створені за рахунок існуючих національних скаутських організацій в екзилі (наприклад, у Вірменії). Російську було зроблено робочою мовою Регіону і вісім скаутських посібників та довідників були опубліковані нею. Щоквартальне періодичне видання, також російською. У доповіді (доступна на  [Архівовано 6 липня 2008 у Wayback Machine.]) зазначається: «У [Євразійському] регіоні буде регулярний переклад документів ВОСР російською мовою». Хоча, якщо переглянути офіційну сторінку Регіону, можна пересвідчитися, що це не так.
Виконавчим директором Регіону був Юрій Ємільян з Молдови. Наприкінці 2009 року офіс Євразійського регіону перевели до Києва.
У 2023 році Регіон після консультацій з Європейським та Азійсько-Тихоокеанським регіонами, а також Всесвітнім скаутським комітетом вирішив розпуститися 30 вересня.  Україна, Молдова, Білорусь, Грузія, Вірменія та Азербайджан з 1 жовтня приєдналися до Європейського регіону, тоді як Казахстан, Росія та Таджикистан приєдналися до Азійсько-Тихоокеанського регіону. 

## Керівництво
Члени Євразійського скаутського комітету: 
- Голова: Баґрат Єсаян (Вірменія)
- Заступник голови: Тамара Шукакідзе (Грузія)
- Намік Джафаров (Азербайджан)
- Валентина Урсу (Молдова)
- Іґорь Іванов (Росія)
- Андрій Чесноков (Україна)

## Суперечності
Однак, є певна суперечність на додаток до згаданої вище публікації документів тільки російською мовою, оскільки кілька представників вищого керівництва Євразійського регіону є колишніми піонерськими лідерами. Головна мета піонерської організації, членство у якій було примусовим — індоктринація (залучення) молоді до комунізму. Ускладнює справу той факт, що ці організації успадкували багато зовнішніх ознак тих справді скаутських організацій, котрі були витіснені більшовиками.
Через негативний досвід комуністичних молодіжних організацій, скаутинг у Євразійському регіоні відроджується повільно. Ініціатори бачать успадкування піонерської праці та цінностей у позитивному світлі. Опоненти вважають Євразійський регіон інструментом, котрий дозволить колишнім піонерам зберегти свій вплив на пострадянський молодіжний рух, та використовувати свої зв'язки поза Регіоном на досягнення власних цілей. Навіть розміщення Регіональної штаб-квартири у Ялті, в історичному піонерському таборі «Артек», виглядає багатьом доказом домінування піонерів. Опоненти також вважають дивним той факт, що авторитарна Білорусь була одним із перших членів ВОСР, що суперечить всім напрямним ВОСРу, у той час як демократична сусідка Україна не була членом аж до 2008 року. Протягом років із часу створення, Євразійський регіон вважався таким, що не виконує своєї функції — з-поміж усього іншого, офіційний вебсайт не поновлювався із 2004 до лютого 2006 року та й пізніше не відзначався оперативністю.
Альтернативні рішення, котрі пропонувалися станом на час розпаду Радянського союзу, і досі вважаються життєздатними — поділити Регіон на колись існуючі Європейський та Азійсько-Тихоокеанський, відповідно до культурних ліній та національних уподобань, щоб забезпечити скаутингу нові перспективи. Оскільки країни Балтії — Естонія, Латвія та Литва — приєдналися до Європейського регіону, то для такого варіанту є прецедент.
Додатково не існує відповідного Євразійського регіону для Всесвітньої асоціації дівчат-гайдів та дівчат-скаутів (англ. World Association of Girl Guides and Girl Scouts), республіки розділені географічно між Європейським та Азійсько-тихоокеанським регіонами WAGGGS. Зокрема Асоціація гайдів України входить до Європейського регіону Всесвітньої асоціації гайдів .
Окрім спільного царистського та радянського минулого, 12 членів Євразійського регіону мають мало спільного. Деякі країни, як Вірменія та Азербайджан, воювали одна проти одної, якісь — як Грузія та Україна — ведуть відкриту політику, тоді як інші, на зразок Білорусі та Туркменістану, повернулися до авторитаризму, згадуючи про радянські часи. Щобільше, оскільки жодна із республік так і не відродила повноцінного скаутського руху за понад 10 років, то досвід сусідніх скаутських організацій згаданих регіонів буде їм корисним.
Згідно з низкою опитувань думки скаутської спільноти близько 90% респондентів висловились за перехід України з Євразійського до Європейського регіону ВОСР , особливо питання участі в Євразійському регіоні постало в часі Євромайдану та підписання угоди про Асоціацію з ЄС.

## Джемборі Євразійського регіону
1. Перше Євразійське скаутське джемборі відбулося у Вірменії поблизу Бюрокану під гаслом «Ми — майбутнє Євразії» з 13 по 22 серпня 2006 року. [8] [9]
2. Друге Євразійське скаутське джемборі пройшло з 21 по 30 липня 2010 у Молдові поблизу міста Оргіїв. [10]
3. Третє Євразійське скаутське джемборі – Бурабай, Казахстан – 20-29 липня 2014 р.
4. Четверте Євразійське скаутське джемборі – Мінськ, Білорусь – 15-22 липня 2018 р.[11]

В жовтні 2013 року в Києві було проведено Євразійський Скаутський Форум та Конференцію, одним з результатів яких стало те що Україна виборола право приймати Євразійське джемборі. Планувалося, що Україна прийматиме IV Євразійське скаутське джемборі у 2018 році.